# Maapi
Maapi är en ort i Botswana.   Den ligger i distriktet Central, i den östra delen av landet, 260 km nordost om huvudstaden Gaborone. Maapi ligger 938 meter över havet och antalet invånare är 1 275.
Terrängen runt Maapi är platt söderut, men norrut är den kuperad. Terrängen runt Maapi sluttar söderut. Runt Maapi är det mycket glesbefolkat, med 6 invånare per kvadratkilometer.. Närmaste större samhälle är Ramokgonami, 14,0 km sydost om Maapi.
Omgivningarna runt Maapi är huvudsakligen savann.